# جراحی سالاد مغز
«جراحی سالاد مغز» (به انگلیسی: Brain Salad Surgery) آلبومی از امرسون، لیک اند پالمر است که سال ۱۹۷۳ میلادی منتشر شد.